# San-fennsík
A San-fennsík vagy San-dombság (burmai nyelven: ရှမ်းရိုးမ, thai nyelven: ฉานโยมา; kiejtve: san joma) táj az Indokínai-félszigeten Mianmar és Thaiföld területén. A Himalájától a Maláj-félsziget csúcsáig húzódó Indomaláj-hegységrendszer tagja.

## Elhelyezkedése
A San-fennsík Mianmar keleti részén helyezkedik el. Nyugaton az Iravádi völgye határolja, keleti része pedig átnyúlik Thaiföldre. Északon az Észak-burmai-hegyvidékhez kapcsolódik, míg dél felé leszakadó láncai a Központi-hegyvidék délebbi tagjaiba (Dawna-hegység, Tenasserim-hegység) mennek át. Felszínét a szétváló majd újra egyesülő hegyvonulatok teszik tagolttá.

## Kialakulása
A fennsík mélyében található kőzetek az egykori Gondwana őskontinenshez tartoztak. A devon és a perm időszakokban ezekre nagy vastagságban jelentős mennyiségű karbonátos üledékes kőzet (főleg mészkő) rakódott. Ezek a mészkövek jól karsztosodtak, a fennsíkon így sokfelé dolinák, barlangok, szurdokvölgyek találhatók. Szűk, karsztos eredetű kanyonban folyik a Szalvin folyó is felső szakaszán, mely a fennsík egyik legnagyobb látványossága. Az észak-déli futású mészkővonulatokat átlagmagasságuk (1000-1500 méter) messze a fennsík fölé emeli, akár a 2500 métert is meghaladják (Loi Leng: 2673 m, Mong Ling San: 2641 m)

## Ásványkincsei
A fennsík északi részének kőzetei drágakövekben gazdagok. Közülük a rubint és a zafír a legjelentősebbek. A drágakövek bányászata már a gyarmatosítás előtti időkben jelentős volt, a terület uralkodói számára mindig nagy bevételt biztosítottak. Napjainkban a világ rubinttermelésének 90%-át Mianmar adja. A mély színeiről és jó minőségéről ismert rubintok fő vásárlója Thaiföld. A drágakövek mellett ólmot, cinket és ezüstöt is bányásznak a fennsíkon.

## Éghajlat és vízrajz

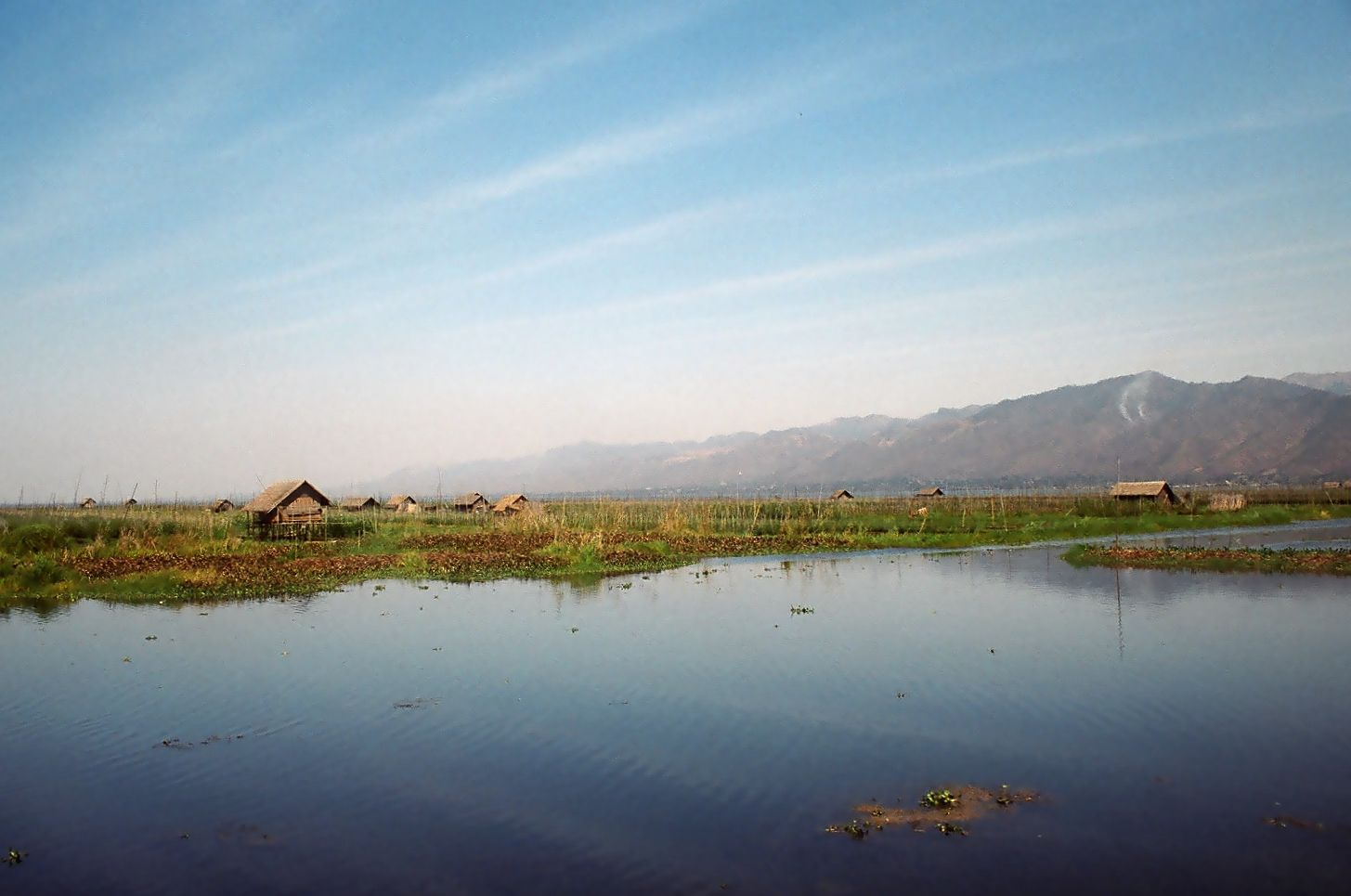
Falu az Inle-tó partján

Éghajlata a monszun hatása alatt áll. A délnyugati monszun miatt a csapadék legnagyobb része a nyári hónapokban hullik. A "téli" félév jóval szárazabb. A terület magassága miatt a nyugati alföldeknél több csapadékot kap, annak mennyisége eléri az évi 1900-2000 mm-t.
A folyók, patakok nyugaton a Iravádi, keleten a Szalvin vízgyűjtőjéhez tartoznak. A fennsíkon sok kisebb tó is előfordul, közülük legjelentősebb az Inle-tó.

## Növényzete

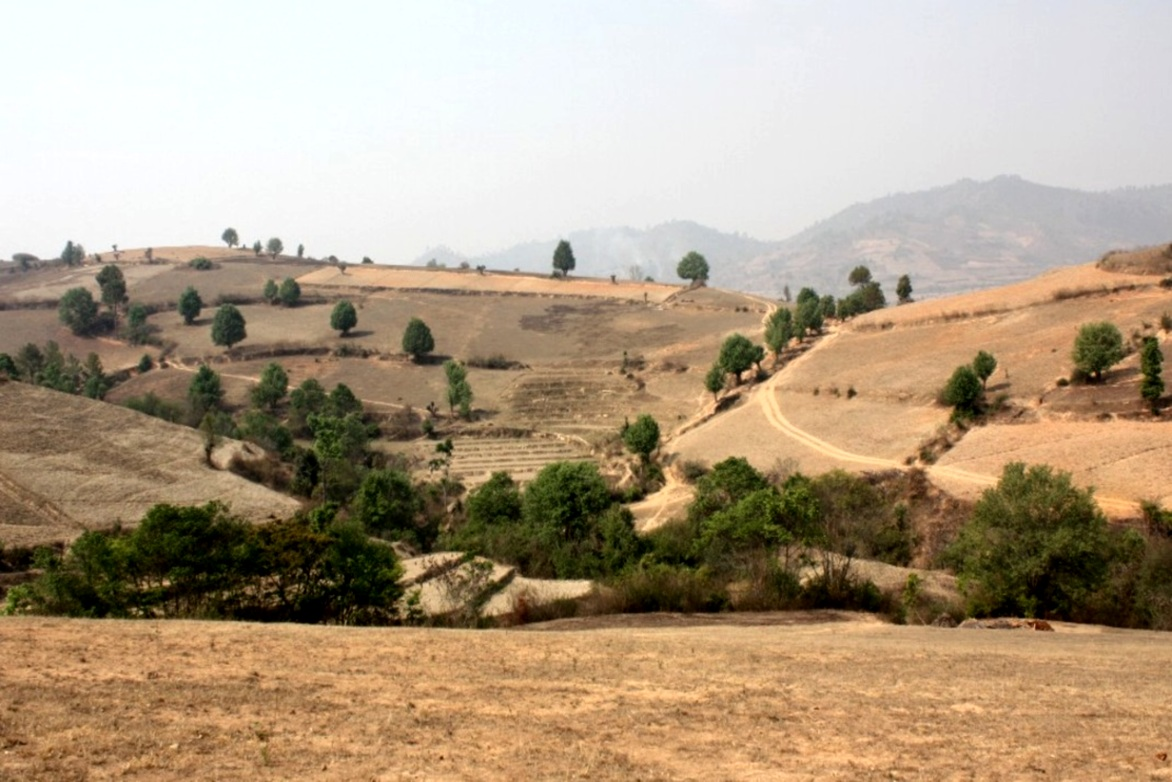
A San-fennsík kiirtott erdeinek helyén kialakult növényzet Kalaw közelében

A fennsík eredeti növényzetét örökzöld vegyes erdők alkották. Ezeket mára az emberi tevékenység (erdőirtások és a nyomukban felerősödő talajerózió) alaposan megritkította. Ma a fennsík legnagyobb részét csak szegényes bozót borítja.
A kiirtott erdők helyén a lakosság rizstermesztésbe fogott, a csapadékosabb, nyugati területeken kiterjedt teaültetvények is vannak. A még megmaradt erdőkben jelentős a tikfa állománya.